# Deutsches Forschungsinstitut für öffentliche Verwaltung Speyer

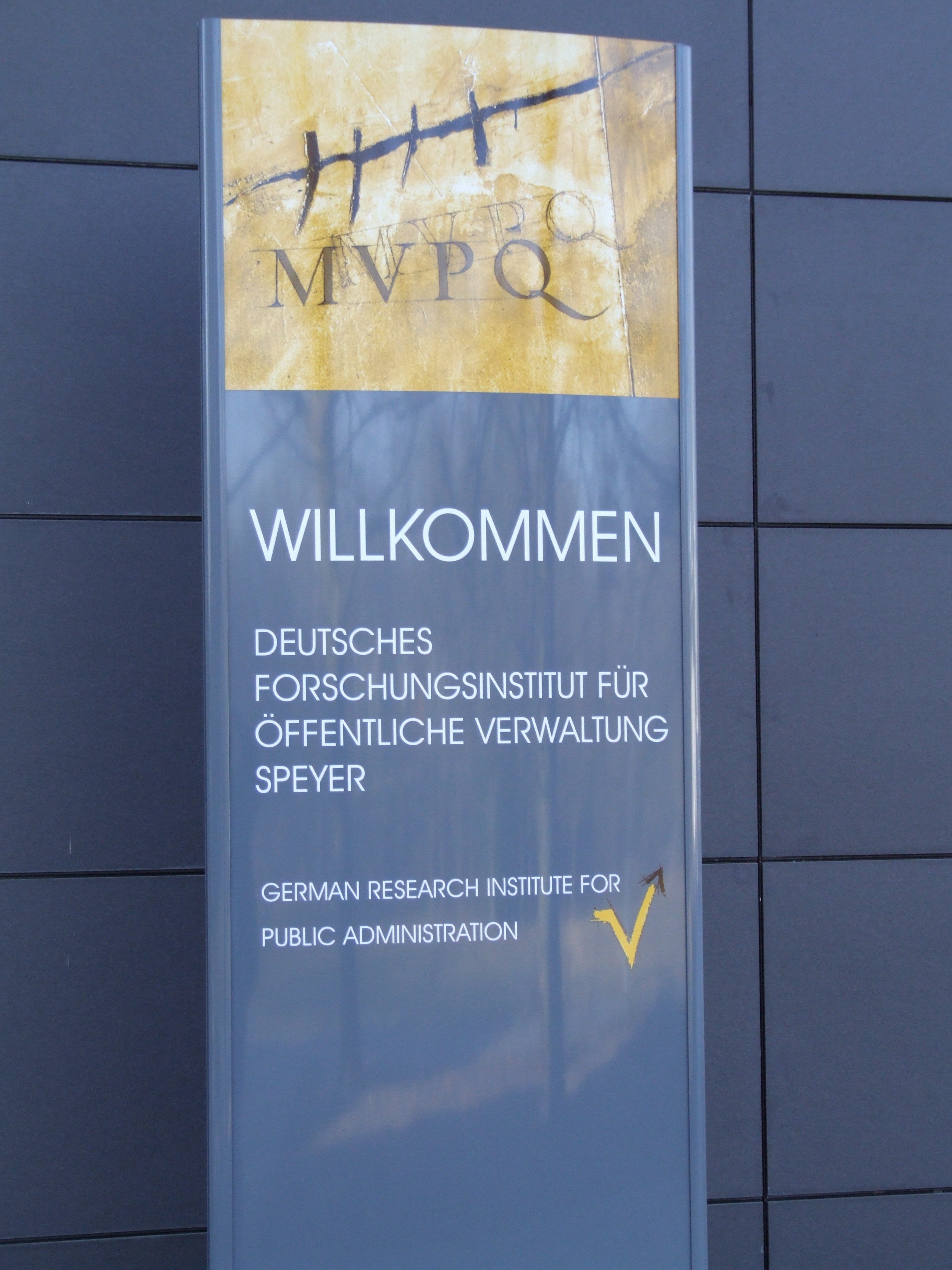

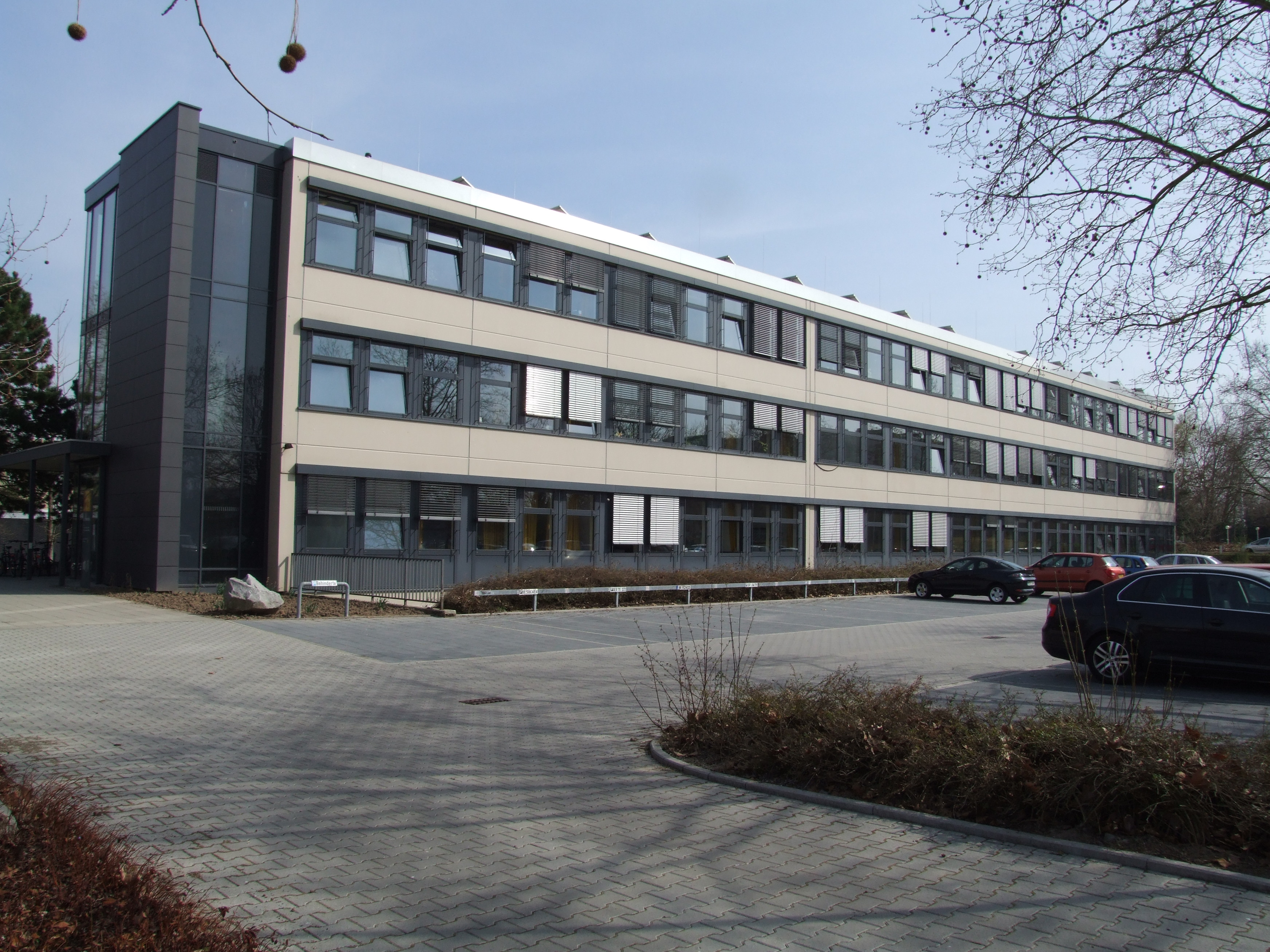
FÖV-Anbau

Das Deutsche Forschungsinstitut für öffentliche Verwaltung (FÖV) mit Hauptsitz in Speyer und einer Dienststelle in Berlin wird von Bund und Ländern gemeinsam getragen und ist das nationale deutsche Verwaltungsinstitut. Es ist eine außeruniversitäre Forschungseinrichtung mit dem gesetzlichen Auftrag der Forschung und wissenschaftsbasierten Beratung im Bereich der Verwaltungswissenschaften, insbesondere im Rahmen interdisziplinärer Forschung. Besondere Berücksichtigung finden die praxisrelevanten Aufgaben und Bedürfnisse der öffentlichen Verwaltung auf allen nationalen und internationalen Ebenen. Das FÖV ist Teil eines weltweiten Wissenschaftsnetzwerkes und kooperiert mit nationalen und internationalen Organisationen. Der Direktor des FÖV ist der Rechtswissenschaftler Jan Ziekow. Am Institut gibt es folgende Forschungs- und Beratungsschwerpunkte (Themenbereiche): „Transformation der Verwaltung“, „Digitale Transformation im Rechtsstaat“ und „Öffentlicher Dienst“.

## Rechtsform und Organisation
Das Institut ist eine rechtsfähige Anstalt des öffentlichen Rechts. Es untersteht der Aufsicht des rheinland-pfälzischen Ministeriums für Wissenschaft und Gesundheit. Das Institut wird aufgrund einer Verwaltungsvereinbarung von Bund und Ländern im Rahmen von Art. 91 b GG von den Vertragsschließenden gemeinschaftlich finanziert.
Wissenschaftler aus dem In- und Ausland können zu Fellows am Institut berufen werden. Sie arbeiten mit wissenschaftlichen Referenten an interdisziplinären Projekten in Forschung und wissenschaftsbasierter Beratung. Die Forschungsreferenten bearbeiten die Fragestellungen in interdisziplinären Teams und entstammen aus unterschiedlichen Fachrichtungen: Verwaltungs-, Politik-, Sozial-, Kommunikations-, Wirtschafts- und Rechtswissenschaften. Stand August 2024 sind rund 60 Forschungsreferenten am FÖV beschäftigt.
Der Ausübung der gemeinsamen Aufsicht und Wahrung der Interessen der Institutsträger dient der Institutsverwaltungsrat. Er besteht aus Vertretern aller Länder und des Bundes. Des Weiteren begleitet und unterstützt der Beirat, bestehend aus Wissenschaftlichem Beirat und dem Nutzerbeirat, die Arbeit des FÖV.

## Geschichte

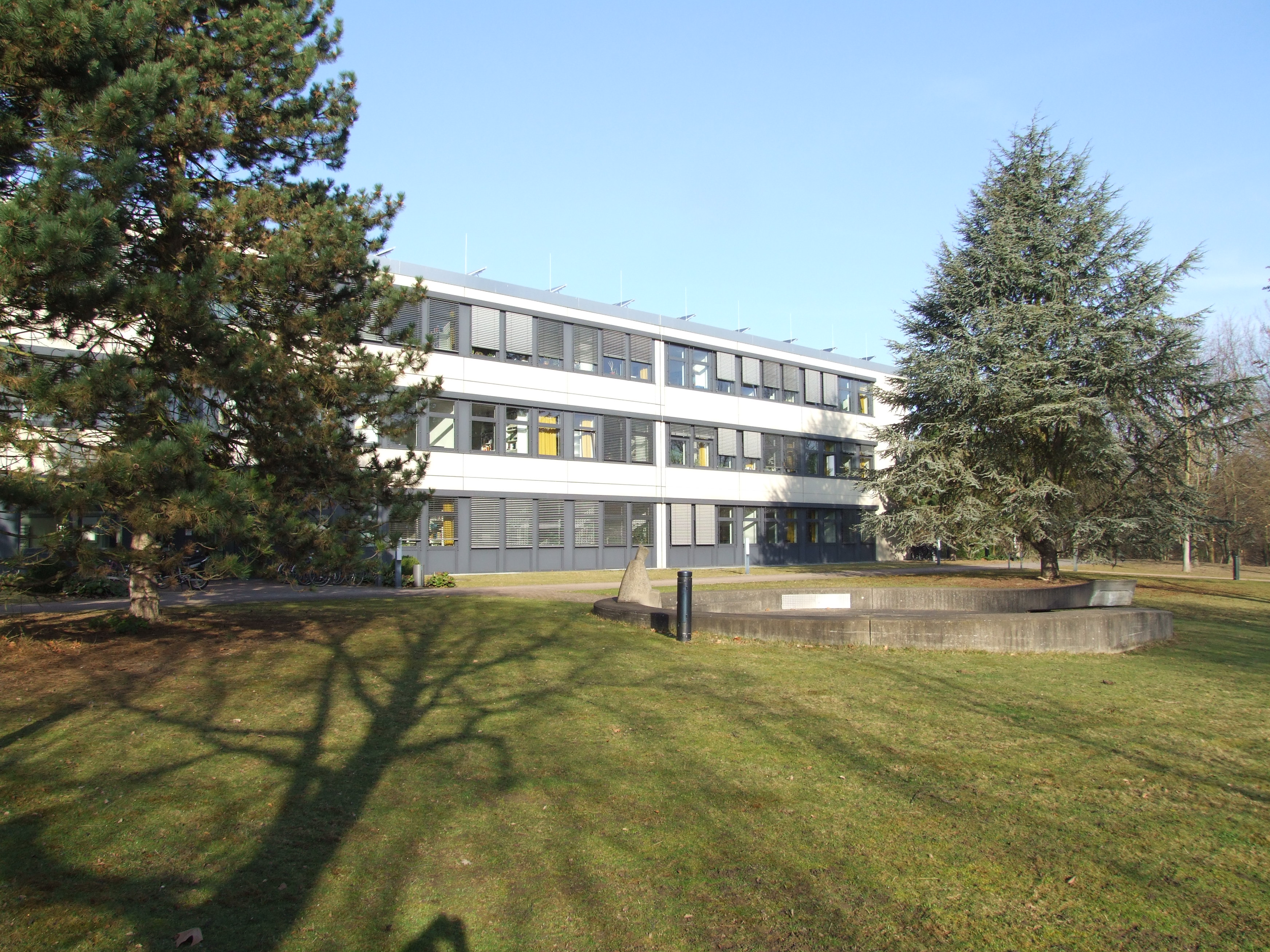
Schachbrunnen vorm Forschungsgebäude – im nördlichen Drittel des Gebäudes die FÖV-Büros

### Vorgeschichte
- 1956: Der Gedanke der Errichtung eines Instituts für Verwaltungswissenschaften geht zurück auf einen Vorschlag des Bundesministeriums des Innern in Zusammenhang mit der Begründung der Deutschen Sektion des Internationalen Instituts für Verwaltungswissenschaften am 20. Januar 1956. Aufgrund der damals positiven Einschätzung der Leistungen der Hochschule in Aus- und Fortbildung, und weil sie vom Bund und allen Ländern (damals mit einer Ausnahme) gemeinsam getragen wurde, sah man Speyer als „idealen Ort für den als dringend notwendig betrachteten Ausbau der verwaltungswissenschaftlichen Forschung und der zusammenfassenden Planung von Entwicklungsarbeiten auf dem Gebiet der Verwaltung und des Verwaltungsrechts“ in Deutschland an.
- 1962 erfolgte der hochschulinterne Errichtungsbeschluss mit Zusammenfassung der Forschungsassistenten-Stellen. Einer dieser Forschungsassistenten war Niklas Luhmann.
- 1965 folgte der Errichtungserlass des Ministerpräsidenten des Landes Rheinland-Pfalz vom 31. Januar 1965 als Einheit innerhalb der Hochschule. Der Rektor der Hochschule war zugleich Geschäftsführender Direktor des Instituts; Finanzierung und Sachmittel stammten aus dem Hochschulhaushalt.

### Das FÖV als selbstständiges Forschungsinstitut
- 1976 wurde das FÖV eigenständig durch die Errichtung des Forschungsinstituts für öffentliche Verwaltung bei der Hochschule für Verwaltungswissenschaften Speyer mittels Anordnung des Ministerpräsidenten des Landes Rheinland-Pfalz vom 31. Mai 1976 [GVBl. S. 184]: Damit erfolgte die organisatorische und finanzielle Verselbständigung des Instituts als selbstverwaltete Forschungseinrichtung, die unmittelbar dem Ministerpräsidenten – Staatskanzlei – des Landes Rheinland-Pfalz unterstand.
- 1982–1984 folgte die Planung und Errichtung des Institutsgebäudes, welches am 29. Juni 1984 eingeweiht wurde.
- 1991 erfolgte der Beitritt zur „Arbeitsgemeinschaft Forschungseinrichtungen Blaue Liste“ (heute Leibniz-Gemeinschaft).
- 3. November 1995 erfolgte der Beitritt zur neuformierten Wissenschaftsgemeinschaft Blaue Liste.
- 2004 erfolgte die Umwandlung des FÖV von einer nichtrechtsfähigen Anstalt des öffentlichen Rechts unter Aufsicht der Staatskanzlei in eine rechtsfähige Anstalt des öffentlichen Rechts.
- 2007 folgte die Umressortierung von der Staatskanzlei des Landes Rheinland-Pfalz zum damaligen Ministerium für Bildung, Wissenschaft, Jugend und Kultur und heutigen Ministerium für Wissenschaft und Gesundheit des Landes Rheinland-Pfalz.
- 2015 schied das Institut zum Jahresende aus der Leibniz-Gemeinschaft aus.[4]
- 2016 trat die Neufassung der Landesverordnung über das Deutsche Forschungsinstitut für öffentliche Verwaltung in Kraft.
- 2017 erteilte die Staatskanzlei des Landes Rheinland-Pfalz die Genehmigung der Institutsordnung. Im gleichen Jahr wurde die Dienststelle in Berlin eröffnet.
- 2019 trat die Verwaltungsvereinbarung von Bund und Ländern über die (Weiter-)Förderung des FÖV in Kraft.
- 2023 wurde das aktuelle Forschungsprogramm für die nächsten fünf Jahre vom Institutsverwaltungsrat genehmigt.

### Direktoren
- Frido Wagener (1976–1984)
- Carl Böhret (1984–1988)
- Willi Blümel (1988–1996)
- Klaus König (1996–1999)
- Karl-Peter Sommermann (1999–2001)
- Jan Ziekow (2001- )

## Rechtsgrundlagen
Rechtsgrundlagen sind die §§ 67-70 des Verwaltungsuniversitätsgesetzes DUVwG, die Landesverordnung über das Deutsche Forschungsinstitut für öffentliche Verwaltung vom 10. Dezember 2015 (GVBl. RLP, 531) und die Institutsordnung des Forschungsinstituts für öffentliche Verwaltung vom 22. Juni 2017 (StAnz RLP,673).

## Forschungs- und Beratungsschwerpunkte (Themenbereiche)
Das Forschungsprogramm des FÖV wird regelmäßig überarbeitet und berücksichtigt sowohl die aktuellen Forschungsdiskurse sowie die Bedarfe der Verwaltungspraxis. Die Forschungs- und Beratungsprojekte werden in Themenbereichen bearbeitet. Derzeit gibt es folgende drei Themenbereiche: Transformation der Verwaltung, Digitale Transformation im Rechtsstaat und Öffentlicher Dienst.

## Veröffentlichungen
Die Arbeitsergebnisse des Instituts werden in Fachzeitschriften publiziert, erscheinen bei externen Verlagen oder in den hauseigenen Publikationsreihen „Speyerer Forschungsberichte“ bzw. „FÖV Discussion Papers“. Alle Publikationen sind auch auf dem Dokumenten- und Publikationsserver (DoPuS) des Forschungsinstituts und der Universität Speyer zu finden. Eine große Auswahl davon ist ebenfalls auf der Webseite des Forschungsinstituts zu finden.
Mit Stand August 2024 sind insgesamt 307 Forschungsberichte und 91 Discussion Papers erschienen.

## Netzwerk und Kooperationen
Das FÖV ist Mitglied in einer Vielzahl von Netzwerken wie European Group for Public Administration (EGPA), DeGEval – Gesellschaft für Evaluation e. V., International Association of Centers for Federal Studies (IACFS), International Association of Schools and Institutes of Administration (IASIA), International Institute of Administrative Sciences (IIAS), Nationales E-Government Kompetenzzentrum (NEGZ).
Das Forschungsinstitut unterhält zudem Kooperationen zu Einrichtungen wie Accademia Europea di Bolzano (EURAC), Bozen, Italien; Bahrain Institute of Public Administration (BIPA), Seef, Bahrain; Escola d’Administració Pública de Catalunya (EAPC, Schule für öffentliche Verwaltung von Katalonien), Barcelona, Spanien; Karlsruher Institut für Technologie (KIT); Korea Institute of Public Administration (KIPA), Seoul, Südkorea; Korea Legislation Research Institute, Sejong-si, Südkorea; School of International Relations and Public Administration, Ulaanbaatar, Mongolei; School of Public and Environmental Affairs (SPEA), Indiana University, Bloomington, USA; Universidade Federal Fluminense (UFF), Rio de Janeiro, Brasilien.

## Gebäude und Standort
Das FÖV ist sowohl in Speyer (in der Metropolregion Rhein-Neckar) als auch in der Hauptstadt Berlin (Seydelstraße 18) vertreten.